# FF Jaro
FF Jaro – fiński klub piłkarski z siedzibą w mieście Jakobstad. Obecnie uczestniczy w rozgrywkach Veikkausliiga. Menedżerem klubu jest Alexei Eremenko Sr, a mecze rozgrywają na Jakobstads Centralplan.

## Obecny skład
| Nr | Poz. | Piłkarz               |
| -- | ---- | --------------------- |
| 1  | BR   | William Rosenlöf      |
| 2  | PO   | Viktor Strömbäck      |
| 3  | OB   | Ilari Antila          |
| 4  | OB   | Pavle Milosavljevic   |
| 5  | OB   | Toni Takamäki         |
| 6  | OB   | Johan Brunell         |
| 7  | PO   | Thomas Kula (kapitan) |
| 8  | PO   | Kazuki Takahashi      |
| 10 | PO   | Jonas Emet            |
| 11 | NA   | Christopher Mandiangu |
| 12 | OB   | Kareem Moses          |

| Nr | Poz. | Piłkarz          |
| -- | ---- | ---------------- |
| 13 | NA   | Kim Böling       |
| 15 | OB   | Darvin Chavez    |
| 16 | NA   | Severi Kähkönen  |
| 17 | OB   | Toni Sjöstedt    |
| 18 | OB   | Samba Sillah     |
| 19 | NA   | Axel Vidjeskog   |
| 21 | NA   | Jim Myrevik      |
| 22 | NA   | Sasa Jovovic     |
| 25 | BR   | Emil Öhberg      |
| 28 | OB   | Jusa Ihalainen   |
| 29 | NA   | Anthony Olusanya |
| 30 | NA   | Seth Paintsil    |

## Znani zawodnicy
- Angel Ginew
- Alan Ricketts
- Andrej Borisow
- Toomas Kallaste
- Alexei Eremenko Jr.
- Alexei Eremenko Sr.
- Roman Eremenko
- Teuvo Moilanen
- Fredrik Svanbäck
- Jari Vanhala
- Hans Gillhaus
- Sam Ayorinde
- Krzysztof Gawara
- Denis Tumasyan
- Janusz Prucheński

## Europejskie puchary
Legenda do wszystkich tabel:
- Q – runda eliminacyjna, 1/16, 1/8, 1/4, 1/2 – odpowiednia faza rozgrywek, Grupa – runda grupowa, 1r gr – pierwsza runda grupowa, 2r gr – druga runda grupowa, F – finał, R – runda, PO – play-off
- k. – rzuty karne, los. – losowanie, Dogr. – dogrywka, w. – zasada bramek strzelonych na wyjeździe

| Sezon | Rozgrywki        | Runda    | Przeciwnik         | Dom | Wyjazd | Ogólnie    |
| ----- | ---------------- | -------- | ------------------ | --- | ------ | ---------- |
| 1996  | Puchar Intertoto | Grupa 12 | Guingamp           | 0–0 |        | 3. miejsce |
| 1996  | Puchar Intertoto | Grupa 12 | Zemun              |     | 2–3    | 3. miejsce |
| 1996  | Puchar Intertoto | Grupa 12 | Dinamo Bukareszt   |     | 2–0    | 3. miejsce |
| 1996  | Puchar Intertoto | Grupa 12 | Kolcheti 1913 Poti | 2–0 |        | 3. miejsce |